# لاو إم 72
لاو إم 72 (سلاح خفيف مضاد للدبابات، يشار إليه أيضًا باسم السلاح الخفيف المضاد للدروع أو لاو أو نظام الأسلحة الخفيفة المضادة للدروع)، هو سلاح محمول مضاد للدبابات ذو طلقة واحدة بقذيفة غير موجهة مقاس 66 ملم (2.6 بوصة). تم تطوير وحدة الدفع الصاروخي الصلب لهذا السلاح في عام 1959 في مختبر أبحاث روم وهاس المنشأ حديثًا في ريدستون أرسنال. التصميم الشامل للنظام هو جهد تعاوني بقيادة بول ف. تشوت، وتشارلز ب. ويكس، وفرانك أ. سبينال، وآخرون في القسم الشرقي من هيسن لنوريس ثيرمادور. 
بدأ إنتاج هذا السلاح في الولايات المتحدة في ولاية هيسن الشرقية في عام 1963 وانتهى بحلول عام 1983. حاليًا، يتم تصنيع السلاح بواسطة شركة Nammo Raufoss AS في النرويج، إلى جانب شركتها الفرعية Nammo Talley, Inc الموجودة في أريزونا.

## المستخدمون
مصر
الولايات المتحده الأمريكية